# Вулиця Дениса Рачінського
Ву́лиця Дени́са Рачі́нського — вулиця в Дніпровському районі міста Києва, місцевість Микільська слобідка. Пролягає від Каховської вулиці до тупика неподалік Русанівської протоки. 
Прилучається вулиці Цегельна, Євгена Маланюка, Центральна Садова.

## Історія
Вулиця виникла в середині XX століття як проїзд без назви. У 1975 року отримала назву Комбінатна пов'язану із промисловістю розміщеною поруч.
Сучасна назва на честь загиблого українського бійця Дениса Рачінського — з 2024 року.